# Stazione di La Spezia Marittima
Stazione di La Spezia Marittima vasútállomás Olaszországban, La Spezia település kikötőjében.

## Vasútvonalak
Az állomást az alábbi vasútvonalak érintik:
- La Spezia Marittima-Vezzano
- La Spezia Migliarina-La Spezia Marittima

## Kapcsolódó állomások
A vasútállomáshoz az alábbi állomások vannak a legközelebb:
- Stazione di Cà di Boschetti
- Stazione di La Spezia Migliarina